# 분석과학기술대학원
분석과학기술대학원(分析科學技術大學院, GRaduate school of Analytical Science and Technology, GRAST)은 정부출연연구기관인 한국기초과학지원연구원과 국립충남대학교가 공동 설립하였다.
과학기술에서 핵심이 되는 분석장비와 분석기술을 개발하고 있으며, 역량있는 장비활용 전문가를 양성하는 전문대학원이다.
분석과학 이론, 분석장비 원리 및 활용에 관한 공통 과목들과 각 기초분야의 전공과목들이 개설되어 있으며, 모든 학생들은 충남대학교와 한국기초과학연구원의 공동지도교수에게 교육을 받고 있다.

## 연혁[1]
- 2008년 4월 30일 충남대-기초(연)공동 추진위원회 구성
- 2008년 7월 1일 분석과학기술 특화전문대학원 설립을 위한 양해각서 체결
- 2008년 10월 22일 분석과학기술 특화전문대학원 설립인가
- 2009년 3월 1일 - 분석과학기술 특화전문대학원 개원 - "특화전문연계 학연협력지원 사업" 1단계 착수
- 2011년 2월 25일 GRAST 첫 졸업생 배출(총 12명)
- 2011년 2월 25일 AGRS(아시아 당분석 연구교육센터) 설립
- 2011년 11월 9일 한국지질자원연구원과 MOU체결
- 2011년 12월 22일 (사)한국과학기기산업협회와 MOU체결
- 2012년 3월 1일 "특화전문연계 학연협력지원 사업" 2단계 진입

## 교과과정
충남대학교 내 전문대학원으로 운영되며 분석과학기술학과 단과다. 석사과정, 박사과정이 각각 개설되어 있다.
- 일반전형
  - 석사과정, 박사과정이 존재하며 석박사 통합 과정은 현재 없다.
  - 전형 지원시 본인의 하위학위[2]가 이학인 경우 기초과학전공, 공학인 경우 응용과학전공을 선택한다.
  - 한국기초과학지원연구원과 충남대학교 내의 분석장비를 사용하여 연구를 할 수 있다.
  - 수업연한은 각각 2년이며, 재학연한은 수업연한의 2배 이내이다.
  - 학년정원은 석사 22명, 박사 8명이다.
- 특별전형
  - 2012년 12월에 분석과학기술대학원과 케이맥(주)이 채용조건형 계약학과 MoU 체결을 하였다.
  - 분석과학기술학과 내 계약학과로 불리며 석사과정만 개설되어 있다.
  - 학년당 2명이고 이 인원은 정원 외로 분류된다. 석사학위 취득 시 케이맥(주)에서 전원 채용된다.
  - 그 외의 경우 일반전형과 동일

## 장학금 혜택
- 일반전형
  - 입학자 전원에게 연구보조금 등 지급[3]
    1. 석사과정 학생 : 100만원 이상/월
    2. 박사과정 학생 : 150만원 이상/월

    - 사업참여율에 따라 증액 가능하다.
    - 정규과정(2년) 수료시까지 지급된다.
- 특별전형
  - 계약학과의 경우 케이맥(주)에서 등록금을 포함, 연 1800만원을 지원한다.
    - 입사 후 장학 수혜기간의 2배 기간 동안 기업에서 근무할 의무 있음.
    - 졸업조건을 만족시키지 못하거나, 의무 근무기간 경과 전에 본인의 귀책사유로 퇴사할 경우, 지원받은 등록금 및 학비보조금을 전액 반환하여야 함.
    - 정규과정(2년) 수료시까지 지급된다.
- 그 외
  - 우수장학제도
    - 신입생-입학성적 우수자, 재학생-성적우수자(직전학기 성적평균 Bo 이상)
    - 등록생의 30%가 대상이며 입학금, 수업료를 지원한다.
    - 대학원장의 추천 필요.

## 원서접수
- 모집인원 : 30명 (석사 22명, 박사 8명) - 당해연도별 변동 가능
  - 전기(3월 입학)의 경우 : 전년도 9월~12월 예정 (시기는 모집요강 참조)
  - 후기(9월 입학)의 경우 : 당해연도 4월~6월 예정 (시기는 모집요강 참조)
- 인터넷 원서접수 : 진학어플라이에서 분석과학기술대학원 선택

## 같이 보기
- 한국기초과학지원연구원
- 충남대학교